# 內茲珀斯縣
內茲珀斯縣（英語：Nez Perce County）是美国爱达荷州西北部的一個縣，西鄰华盛顿州，面積2,218平方公里。根據2020年美國人口普查，共有人口42,090人。縣治劉易斯頓（Lewiston）。該縣成立於1864年2月4日，縣名紀念内兹珀斯人（印第安人的一支）。